# 貝文冰川
66°17′S 63°47′W / 66.283°S 63.783°W
貝文冰川（英語：Bevin Glacier）是南極洲的冰川，流經葛拉漢地東部，終點在阿特利冰川和安德森冰川之間，全長9公里，在1947年12月由英國探險隊繪入地圖。